# Planalto Antártico

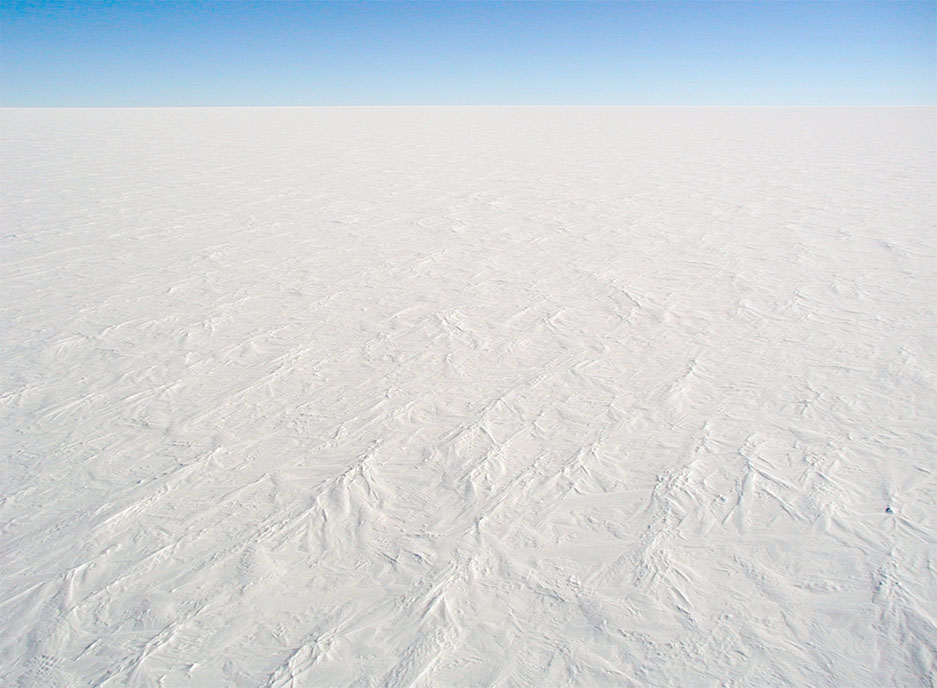
Planalto Antártico, vista.

Planalto Antártico é uma região da Antártica Oriental que se estende por várias centenas de quilômetros ao redor do Polo Sul, e tem uma altitude média de 3 000 m.
Estão localizadas nesta região as seguintes estações de pesquisa:
| Nome                            | País            | Início de atividades | Operação   | Coordenadas                   |
| ------------------------------- | --------------- | -------------------- | ---------- | ----------------------------- |
| Estação Polo Sul Amundsen-Scott | Estados Unidos  | 1957                 | Permanente | 89° 59′ 51″ S, 139° 16′ 22″ O |
| Estação Vostok                  | Rússia          | 1957                 | Permanente | 78° 28′ S, 106° 48′ L         |
| Estação Domo Fuji               | Japão           | 1995                 | Permanente | 77° 19′ 01″ S, 39° 42′ 12″ O  |
| Estação Concordia               | França · Itália | 2005                 | Permanente | 75° 06′ S, 123° 20′ L         |
| Estação Antártica Kunlun        | China           | 2009                 | Verão      | 80° 25′ 01″ S, 77° 06′ 58″ L  |

Na Estação Vostok em julho de 1983, foi registrada a mais baixa temperatura na Terra: -89,2 ºC.